# Mitsuru Chiyotanda
Mitsuru Chiyotanda (千代反田 充, Chiyotanda Mitsuru) est un footballeur japonais né le 1er juin 1980. Il évolue au poste de défenseur.

## Palmarès
- Champion du Japon en 2010 avec le Nagoya Grampus